# Hibera
 (mai 2017).
Si vous disposez d'ouvrages ou d'articles de référence ou si vous connaissez des sites web de qualité traitant du thème abordé ici, merci de compléter l'article en donnant les références utiles à sa vérifiabilité et en les liant à la section « Notes et références ».
Hibera est une ville de l'antiquité, connue pour avoir été un point stratégique disputé par les Romains et les Carthaginois pendant la deuxième guerre punique.
Selon les textes, la ville était située dans le nord-est de la péninsule Ibérique, proche de l'embouchure de l'Èbre.
À la suite des guerres puniques, la ville est devenue romaine et a pris le nom de Dertosa (aujourd'hui Tortosa).

## Archéologie
Pendant longtemps, personne n'avait pu trouver les vestiges de l'ancienne cité et les villes de la région s'en disputaient l'héritage.
En août 2007, des archéologues ont mis au jour des restes de murs d'enceinte datant du VIIe siècle av. J.-C. près de la ville de Tortosa.
Le mur retrouvé avait des dimensions suffisamment importantes pour protéger une grosse ville d'attaques extérieures, ce qui apporte la preuve que l'ancienne cité se trouvait bien à cet emplacement.